# Anton Dengler (Politiker)

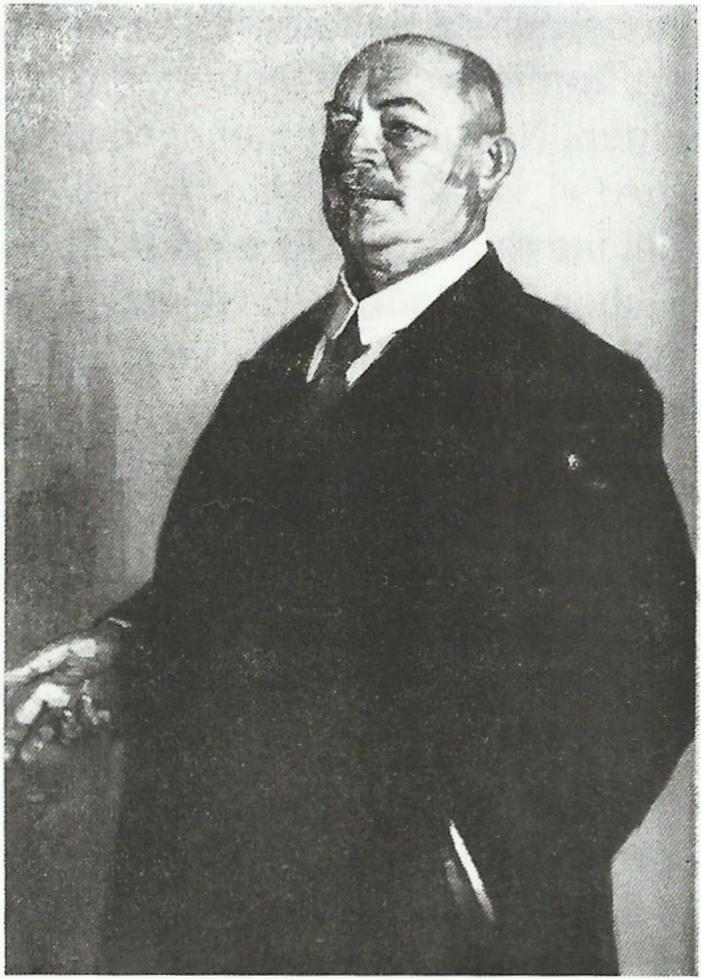
Anton Dengler, Gemälde des Bonner Porträtmalers Paul Türoff

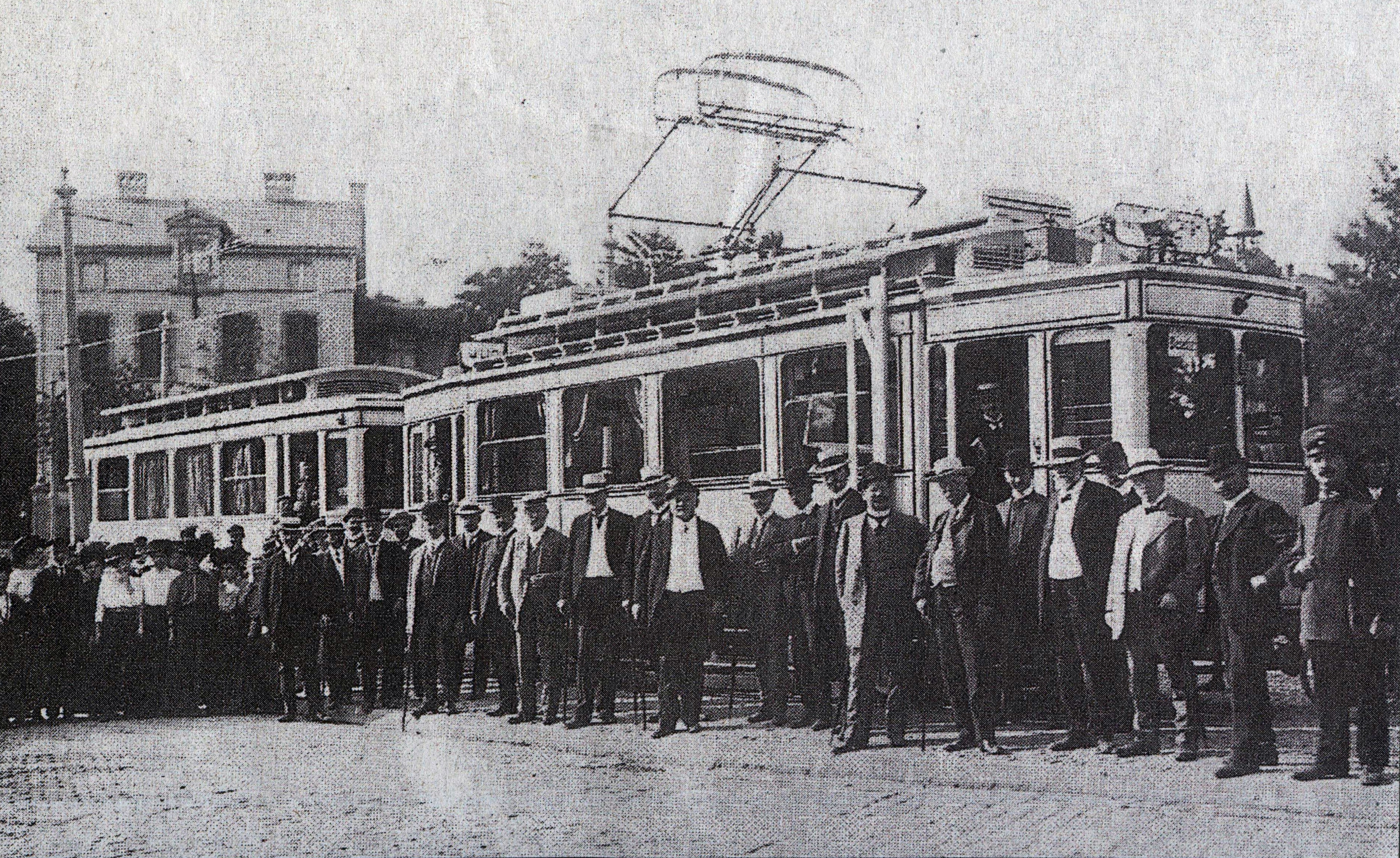
Eröffnungsfahrt der elektrischen Straßenbahn Bonn–Godesberg–Mehlem am 24. Juli 1911. Die Ehrengäste stehen mit dem damaligen Godesberger Bürgermeister, Anton Dengler (mittig), an der Haltestelle Rheinallee

Anton Dengler (* 17. Januar 1852 in Osterhofen; † 24. September 1914 in Godesberg) war ein deutscher Verwaltungsbeamter, der 26 Jahre lang als Bürgermeister von Godesberg wirkte.

## Leben
Der aus Bayern stammende Dengler wurde zunächst Offizier in der Bayerischen Armee. Er nahm am Deutsch-Französischen Krieg von 1870/71 und an der Belagerung von Paris teil, und schied als Ingenieurleutnant a. D. aus dem Militärdienst aus. Seine Verwaltungslaufbahn begann er in den 1870er Jahren als Volontär in der Bürgermeisterei Poppelsdorf, die zur Rheinprovinz gehörte.

### Bürgermeister in Bornheim
Im Jahr 1880 übernahm er das Amt des Bürgermeisters von Bornheim im Rheinland. Hier ließ er 1883 das erste Rathaus errichten und plante, die zur Bürgermeisterei gehörige Gemeinde Roisdorf, die über eine bekannte Quelle verfügte, zu einem Kurort zu entwickeln. Eine weitere Idee Denglers zur Entwicklung von Roisdorf war die Errichtung einer Garnison. Er verhandelte mit Kommerzienrat Heinrich Freiherr von Diergardt in Bornheim über den Erwerb von Wiesenflächen zwischen Roisdorf und Bornheim mit dem Ziel, das bis dahin in Brühl stationierte 2. Bataillon des 2. Rheinischen Landwehrregiments Nr. 28 des VIII. Armee-Korps nach Roisdorf zu verlegen. Die Vorhaben scheiterten jedoch am Gemeinde- und Bürgermeistereirat, der die Interessen einflussreicher Bürger vertrat.
Infolge des Widerstands gegen seine Ideen nahm er 1888 die Wahl zum Bürgermeister von Godesberg an. Am 26. September 1888 erfolgte durch Erlass des Oberpräsidenten der Rheinprovinz die Ernennung Denglers zum Bürgermeister der Bürgermeisterei Godesberg. Er folgte Carl August von Groote, der dieses Amt seit 1857 ausgeübt hatte. Kurz darauf erfolgte auch die Bestellung Denglers zum Standesbeamten. Seit 1912 war er auch Hafenkommissar für das Landungsgebiet der Gemeinde Godesberg, 1913 wurde er zum Fährschultheiß gewählt.

### Wirken in Godesberg
Bei seinem Antritt bei der Bürgermeisterei Godesberg bestand diese Verwaltungseinheit des Landkreises Bonn aus sieben Gemeinden. Neben Godesberg (etwa das heutige Alt-Godesberg) waren das Friesdorf, Lannesdorf, Mehlem, Muffendorf, Plittersdorf und Rüngsdorf. Dengler betrieb als Bürgermeister erfolgreich die dauerhafte Zusammenführung der zuvor wenig verbundenen Einzelgemeinden. 1899 wurden unter ihm Plittersdorf und Rüngsdorf nach Godesberg eingemeindet, 1904 folgte Friesdorf. Ein Effekt der Eingemeindung war die verkehrstechnisch bedeutsame Ausweitung Godesbergs bis zum Rheinufer. Dengler ließ einen Bebauungsplan aufstellen, der die Straßenfluchten von Godesberg, Rüngsdorf und Plittersdorf gemeinsam festlegte. Hierbei arbeitete er mit dem bekannten Städteplaner Joseph Stübben zusammen, dessen Planung wesentlich auch die Gestaltung des Godesberger Villenviertels prägte.
Unter Dengler wurde die großteils noch heute vorhandene Infrastruktur Godesbergs entwickelt. Dazu gehört die Gestaltung des Rheinufers mit einer Dampfschiffbrücke an der Bastei sowie die Anlage des Panoramaparks und (bis 1910) der zweieinhalb Kilometer langen Rheinpromenade in Zusammenarbeit mit dem Verein für Heimatpflege und Heimatgeschichte Bad Godesberg, der viele der benötigten Grundstücke zur Verfügung stellte; Projekte, die trotz des Widerstands von Anliegern realisiert wurden. Nach dem Bau der neuen Landungsbrücke konnten erstmals Rheinschiffe anlegen. Das Unternehmen Benninghaus aus Duisburg baute auf Initiative Denglers eine elektrisch angetriebene Fähre (Elektrische Fähre des Rheinstroms Godesberg-Niederdollendorf), da er Elektromotoren „anstelle der rauchenden Dampfmaschinen favorisierte“.
Unter ihm wurde der Kurpark nach dem Erwerb privater Gärten durch die Stadt geschaffen. Dengler selbst ließ sich an der Ecke des Parks (damals: Koblenzer/Ludwigstraße, heute: Koblenzer/Friedrich Ebert-Straße) eine Villa errichten. Er initiierte den Bau des Godesberger Bahnhofs im Jugendstil und sorgte 1891 für die Anlage einer Dampfstraßenbahn, die Godesberg mit Bonn und später mit Mehlem verband (siehe dazu auch: Wartehalle der Station Godesberg II). Wesentliche Straßen und Kanalisationsanlagen entstanden. Dengler unterstützte die Gründung der Freiwilligen Feuerwehr und ließ Versorgungseinrichtungen wie das Elektrizitätswerk, Wasserwerke (so das Wasserwerk in Plittersdorf), die Müllabfuhr, eine Badeanstalt (am Rhein) und einen Schlachthof errichten. Dengler war Mitglied im „Bismarck-Denkmal-Comitee zu Godesberg am Rhein“ zur Errichtung eines Bismarckturms in Godesberg und ließ 1890 den Rüngsdorfer Friedhof anlegen. Auf ihn geht auch die Schaffung des Godesberger Stadtwappens zurück, um das er sich seit dem Jahre 1896 bemühte. Am 14. September 1900 genehmigte der Kaiser schließlich mit allerhöchsten Erlass die Führung dieses Wappens.
Auch die weitere Entwicklung Godesbergs zu einem Kurort wurde maßgeblich von Dengler betrieben. Der Ausbau des Kurparks, die Sanierung und Neugestaltung der Brunnenanlagen und die Ansiedlung von ausschließlich rauchloser Industrie führten zu einem steten Anstieg der Kurgastbesuche.

„Er hat Godesberg geprägt, aus mehreren Dörfern einen ansehnlichen Badeort mit durchaus städtischem Charakter gemacht, der sich hinsichtlich seiner Leistungen für die Bürger kaum von einer Stadt wie Bonn unterschied. Er war ein energischer, auf schnelle Erfolge drängender Verwaltungschef. Die Gemeinde Godesberg dankte ihm, indem sie schon zu seinen Lebzeiten eine Straße nach ihm benannte.“

Zum 25-jährigen Dienstjubiläum wurden 1913 von der Stadt ein Fackelzug und Fest für ihn ausgerichtet, zeitgleich erhielt er den Roten Adlerorden IV. Klasse. Im Folgejahr starb er. Sein Nachfolger als Bürgermeister wurde Josef Zander (1915–1933), der sich bemühte, die Entwicklung von Godesberg im Sinne seines Vorgängers fortzuführen. Denglers Frau Luise, geb. Schmidt (1856–1931), war auch nach seinem Tod als Vorsitzende des Vaterländischen Frauenvereins Godesberg tätig. Ein Sohn fiel im Ersten Weltkrieg.

## Ehrungen
- 1899: Benennung einer Straße nach ihm. Die Denglerstr verläuft heute durch die Ortsteile Godesberg-Villenviertel und Plittersdorf[15]
- 1914: Ehrengrab auf dem Godesberger Burgfriedhof

## Veröffentlichungen
- Bürgermeisterei Godesberg. Bericht über zwölfjährige Verwaltung, 1. April 1889 bis 31. März 1901, Godesberg 1901
- Aus der Geschichte von Godesberg. Zwei Vorträge, Jean Schneider, Godesberg 1903
- Bürgermeisterei Godesberg. Bericht über fünfundzwanzigjährige Verwaltung 1888-1913. Erstattet durch den Bürgermeister Dengler, Godesberg 1913